# إيفيلين نيلسون
إيفيلين نيلسون هي رياضياتية كندية، ولدت في 25 نوفمبر 1943 في هاميلتون في كندا، وتوفيت في 1 أغسطس 1987.